# Man Without a Cellphone
Man Without a Cellphone è un film del 2011 diretto da Sameh Zoabi.
Il film è un racconto sulle piccole e grandi frustrazioni di una famiglia in un villaggio palestinese nel territorio occupato da Israele.

## Trama
Mentre il giovane Jawdat vuole solo divertirsi con gli amici, parlare al suo telefono cellulare, andare all'università e conquistare i cuori delle ragazze musulmane, cristiane e anche ebraiche, desideri quasi impossibili in un luogo dove la politica e i valori tradizionali sono dominanti, il padre Salem ingaggia un'accanita battaglia per abbattere una grande antenna ripetitore installata nel suo orto che egli teme stia avvelenando i suoi ulivi e tutto il villaggio.